# Soglachni
Soglachni (del ruso: Согласный) es un jútor del raión de Ust-Labinsk del krai de Krasnodar de Rusia. Está situado a orillas del río Zelenchuk Vtorói, afluente del Kubán, 23 km al este de Ust-Labinsk y 78 km al nordeste de Krasnodar, la capital del krai. Es cabeza del municipio Vostóchnoye. Tenía 373 habitantes en 2010.
Pertenece al municipio Aleksándrovskoye.